# Obersteeg (Overath)
Obersteeg ist ein Ortsteil von Immekeppel in der Stadt Overath im Rheinisch-Bergischen Kreis in Nordrhein-Westfalen, Deutschland. Es liegt im nördlichen Teil von Overath zwischen Immekeppel und Brombach an der Sülz. 

## Geschichte
Seit 1633 bestand das Hofgericht Overath. Seine Zuständigkeit erstreckte sich über die zum Kirchspiel Overath gehörenden Güter hinaus. Auch das Hofgericht Obersteeg war dem Overather Höfeverband mit seinen Höfen (Ortschaften) Oberbech, Lokenbach, Wüsterhöhe, Wustsiefen und die Balker Höhe angeschlossen.
Die Topographia Ducatus Montani des Erich Philipp Ploennies, Blatt Amt Portz, belegt, dass es bereits 1715 zwei Wohnplätze namens im Steeg beiderseits der Sülz gab, die jeweils zwei Hofstellen besaßen. Aus der Charte des Herzogthums Berg 1789 geht hervor, dass der Ort zu dieser Zeit Teil des Oberkirchspiels Immekeppel (zugleich Honschaft Immekeppel) der Pfarre Gladbach im Obergericht Bensberg war.
Der orographisch rechte dürfte Obersteeg sein. Der Ort ist auf der Topographischen Aufnahme der Rheinlande von 1817 als Steeg verzeichnet. Die Preußische Uraufnahme von 1845 zeigt den Wohnplatz unter dem Namen Obersteg. Ab der Preußischen Neuaufnahme von 1892 ist der Ort auf Messtischblättern regelmäßig als Obersteeg verzeichnet.
1822 lebten 57 Menschen im als Bauerngüter kategorisierten Ort Steeg (mutmaßlich Obersteeg und Mittelsteeg), der nach dem Zusammenbruch der napoleonischen Administration und deren Ablösung zur Bürgermeisterei Bensberg im Kreis Mülheim am Rhein gehörte. Für das Jahr 1830 werden für Obersteeg mutmaßlich zusammen mit Mittelsteeg 80 Einwohner angegeben. Der 1845 laut der Uebersicht des Regierungs-Bezirks Cöln als Bauerngüter kategorisierte Ort besaß zu dieser Zeit acht Wohngebäude mit 54 Einwohnern, alle katholischen Bekenntnisses.
Bis 1868 gehörte Obersteeg konfessionell zur Gemeinde Oberimmekeppel und damit zur Pfarre Gladbach. Am 11. November 1868 kam es durch erzbischöfliche Verfügung zur Pfarre Immekeppel. Damals schrieb man noch Obersteg (mit nur einem „e“).
Die Gemeinde- und Gutbezirksstatistik der Rheinprovinz führt Obersteeg 1871 mit sechs Wohnhäusern und 41 Einwohnern auf. Im Gemeindelexikon für die Provinz Rheinland von 1888 werden für Obersteeg acht Wohnhäuser mit 47 Einwohnern angegeben, der Ort gehörte konfessionell zu katholischen Kirchspiel Immekeppel. 1895 besitzt der Ort sieben Wohnhäuser mit 45 Einwohnern, 1905 werden sieben Wohnhäuser und 50 Einwohner angegeben.
Aufgrund § 10 des Köln-Gesetzes wurden 1975 mehrere Bensberger Außenorte in die Gemeinde Overath umgemeindet, darunter auch der Bereich um Immekeppel mit Obersteeg.

### Zervasmühle Obersteeg
Am südlichen Ortsausgang von Obersteeg liegt die Zervasmühle. Die zunächst namenlose Wassermühle wurde um 1853 aus Teilen der Immekeppeler Mühle neu errichtet und als Getreidemühle genutzt. 1883 wechselte der Besitzer, 1890 erfolgte die Stilllegung. Ihren Namen erhielt die Mühle erst nach der Betriebsaufgabe, als eine Familie Zervas das zum Wohnhaus umgebauten Mühlengebäude bewohnte.

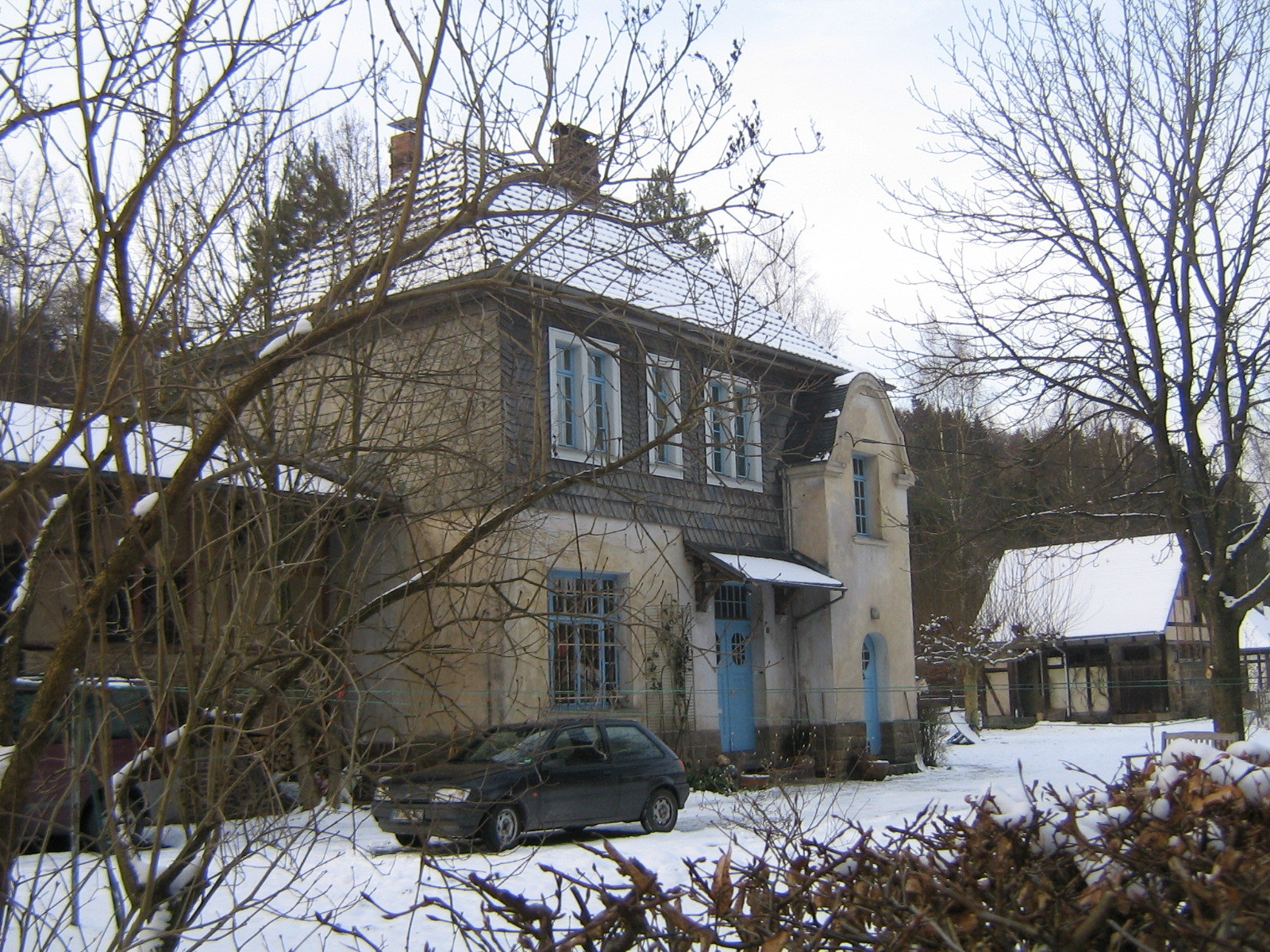
Bahnhof Obersteeg 2012

### Eisenbahn
Obersteeg lag an der Bahnstrecke Köln-Mülheim–Lindlar, die 1966 aufgegeben wurde. Das Empfangsgebäude des Bahnhofs Obersteeg ist mit den dazugehörenden Nebengebäuden und Güterschuppen unter Nr. 126 in die Liste der Baudenkmäler in Overath eingetragen.